# Igor Hinić
Igor Hinić (Rijeka, 4 de dezembro de 1975) é um jogador de polo aquático croata, campeão olímpico.

## Carreira
Hinić representou a Croácia em cinco edições de Jogos Olímpicos: 1996, 2000, 2004, 2008 e 2012. Na sua primeira aparição, em Atlanta, conquistou a medalha de prata e na última, em Londres, sagrou-se campeão olímpico.